# Miriam Nesbitt

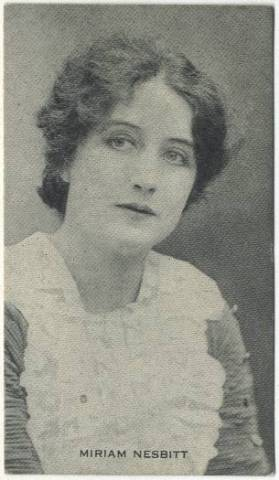
Miriam Nesbitt, tarjeta publicitaria (1915-1917)

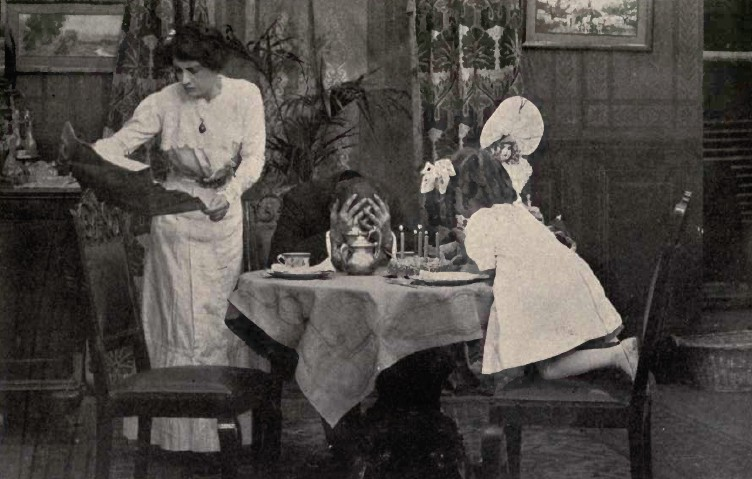
Nesbitt en The Child and the Tramp (1911)

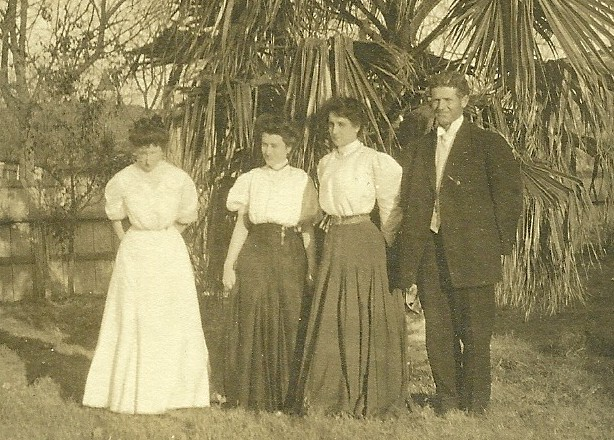
Miriam Nesbitt (tercera desde la izq.) con amigos en 1908

Miriam Nesbitt (14 de septiembre de 1873 – 11 de agosto de 1954) fue una actriz teatral y cinematográfica de estadounidense, activa en la época del cine mudo.

## Biografía
Nacida en Chicago, Illinois, su verdadero nombre era Miriam Anne Skancke (o Schancke, Shanke). Hija de Lorentz Georg Skancke y de Alice Cornelia Skancke, fue educada en el Notre Dame College, en Indianápolis, y en el Mary Sharp College, en Winston, Tennessee. Ella había estudiado en la Escuela Dramática Stanhope-Wheatcroft antes de conseguir un papel en la obra de Daniel Frohman The Tree of Knowledge, en la que utilizó el nombre artístico de Miriam Nesbitt. Nesbitt continuó actuando en diferentes obras representadas en el circuito de Broadway a lo largo de la primera década del siglo XX. Entre sus diversas interpretaciones, figura la que hizo en 1904 de Tiger Lily en Peter Pan y Wendy.
También fue actriz cinematográfica, actuando en más de 120 cintas mudas, la primera de ellas en 1908, Saved by Love. Trabajó en muchas de ellas con el actor Marc McDermott, por ejemplo Aida (1911), The Declaration of Independence (1911), The Three Musketeers: Part 1 y Part 2 (1911), el serial de 1913 Who Will Marry Mary?, y otro serial, The Man Who Disappeared (1914). Ambos actores contrajeron matrimonio el 20 de abril de 1916. Nesbitt se retiró en 1917. En su última película, A Builder of Castles, también actuaba su marido.
Miriam Nesbitt falleció en 1954 en Hollywood, California, a los 80 años de edad.

## Selección de su filmografía
- Saved by Love, de Edwin S. Porter (1908)
- Pigs Is Pigs (1910)
- The Rajah, de J. Searle Dawley  (1911)
- Monsieur (1911)
- How Spriggins Took Lodgers (1911)
- Turned to the Wall (1911)
- The Child and the Tramp, de Bannister Merwin (1911)
- Aida, de Oscar Apfel y J. Searle Dawley (1911)
- Edna's Imprisonment (1911)
- Captain Nell, de Edwin S. Porter (1911)
- Hearts and Flags (1911)
- The Niece and the Chorus Lady (1911)
- A Lesson Learned (1911)
- His Misjudgment (1911)
- The Price of a Man (1911)
- The Minute Man, de Oscar Apfel (1911)
- The New Church Carpet (1911)
- Bob and Rowdy
- The Unfinished Letter
- Friday the 13th
- The Winds of Fate
- Captain Barnacle's Baby
- The Question Mark (1911)
- Then You'll Remember Me, de Oscar C. Apfel (1911)
- Betty's Buttons, de Bannister Merwin (1911)
- The Declaration of Independence, de J. Searle Dawley (1911)
- The Three Musketeers: Part 1
- The Three Musketeers: Part 2
- Mary's Masquerade, de Bannister Merwin (1911)
- How Mrs. Murray Saved the American Army, de J. Searle Dawley (1911)
- An Old Sweetheart of Mine, de Bannister Merwin (1911)
- An Island Comedy
- The Reform Candidate (1911)
- The Girl and the Motor Boat
- The Ghost's Warning
- The Story of the Indian Ledge
- Home, de Oscar Apfel (1911)
- A Man for All That, de Oscar Apfel (1911)
- The Awakening of John Bond, de Oscar Apfel y Charles Brabin (1911)
- Eleanor Cuyler (1912)
- Jack and the Beanstalk, de J. Searle Dawley (1912)
- The Little Organist
- The Jewels (1912)
- Mother and Daughters (1912)
- The Corsican Brothers, de Oscar Apfel y J. Searle Dawley (1912)
- Children Who Labor, de Ashley Miller (1912)
- My Double and How He Undid Me
- The Heir Apparent
- Her Face
- The Boss of Lumber Camp Number Four, de Oscar Apfel (1912)
- The Guilty Party, de Oscar Apfel (1912)
- The Bank President's Son
- A Romance of the Ice Fields
- The Artist and the Brain Specialist
- The Sunset Gun
- Jim's Wife
- The High Cost of Living (1912)
- Martin Chuzzlewit, de Oscar Apfel y J. Searle Dawley   (1912)
- A Man in the Making
- The Passer-By, de Oscar Apfel (1912)
- The Close of the American Revolution
- Nerves and the Man
- The Little Artist of the Market
- What Happened to Mary?, de Charles Brabin (1912)
- The Lord and the Peasant
- Helping John
- The Boy and the Girl
- The Foundling, de Ashley Miller (1912)
- A Suffragette in Spite of Himself
- A Letter to the Princess
- The New Squire
- Nebbia
- Lady Clare, de Ashley Miller (1912)
- A Clue to Her Parentage
- He Swore Off Smoking
- The New Day's Dawn
- Leonie
- The Ambassador's Daughter
- The Princess and the Man
- The Will of the People, de George Lessey (1913)
- A Youthful Knight
- The Portrait, de George Lessey (1913)
- The Man Who Wouldn't Marry
- The Heart of Valeska
- A Concerto for the Violin
- While John Bolt Slept
- Mary Stuart
- Who Will Marry Mary?
- The Coast Guard's Sister
- The Pied Piper of Hamelin, de George Lessey (1913)
- Flood Tide, de Charles Brabin (1913)
- Keepers of the Flock
- The Desperate Condition of Mr. Boggs
- The Stroke of the Phoebus Eight
- A Daughter of Romany
- The Foreman's Treachery, de Charles Brabin (1913)
- The Doctor's Duty, de George Lessey (1913)
- The Stolen Plans, de Charles Brabin (1913)
- The Antique Brooch
- Stanton's Last Fling
- The Necklace of Rameses
- The Active Life of Dolly of the Dailies, de Walter Edwin (1914)
- Sophia's Imaginary Visitors
- The Drama of Heyville
- The Price of the Necklace
- The Man Who Disappeared, de Charles Brabin (1914)
- The Black Mask, de Charles Brabin (1914)
- A Question of Hats and Gowns
- A Hunted Animal
- When East Met West in Boston
- The Double Cross, de Charles Brabin (1914)
- The Coward and the Man
- Lena, de Charles M. Seay (1915)
- Oh! Where Is My Wandering Boy Tonight, de John H. Collins (1915)
- The Glory of Clementina, de Ashley Miller (1915)
- The Portrait in the Attic, de John H. Collins (1915)
- The Master Mummer
- A Theft in the Dark
- Killed Against Orders
- A Woman's Revenge, de Langdon West (1915)
- Her Proper Place
- Sally Castleton, Southerner
- Was It Her Duty?
- The Way Back
- Life's Pitfalls
- The Catspaw
- The Last Sentence
- Infidelity, de Ashley Miller (1917)
- Builders of Castles, de Ben Turbett (1917)